# 中铁高新工业
中铁高新工业股份有限公司（英語：China Railway Hi-tech Industry Corporation Limited），簡稱中铁工业（英語：CRHIC），是中國一家上市公司。公司於2017年借殼上市，成為上海证券交易所上市公司。殼公司是同系子公司中铁二局股份有限公司。
公司注册地位于成都，隶属于中国铁路工程集團的上市子公司中國中鐵。业务性质为工业制造。2017年，公司总资产316亿元（人民币，下同），净资产146亿元，净利润13亿元。
現時中铁高新工业擁有中铁山桥集团、中铁宝桥集团、中铁科工集团及中铁工程装备集团。

## 外部連結
- 官方网站